# Hylophilodes orientalis
Hylophilodes orientalis är en fjärilsart som beskrevs av George Francis Hampson 1894. Hylophilodes orientalis ingår i släktet Hylophilodes och familjen trågspinnare. Inga underarter finns listade i Catalogue of Life.